# Yuna Ito
Yuna Ito (伊藤由奈, Ito Yuna) (Los Angeles, 20 de Setembro de 1983) é uma cantora de J-pop, filha de pai japonês e mãe coreana. Yuna nasceu na Califórnia, mas cresceu e estudou no Havaí.

## Vida pessoal e carreira
Desde pequena, Yuna já cantava músicas da Mariah Carey e Janet Jackson e já explorava sete oitavas diferentes. E sempre sonhou em se tornar uma estrela.
Após completar o Ensino Médio, Yuna Ito foi ao Japão a fim de aprimorar suas habilidades. No começo de 2005 a produção do filme Nana iniciou audiências para o papel da vocalista do Grupo Trapnest, Reira Serizawa. Yuna fora escolhida e mais do que atriz, pretendiam lançá-la como cantora. A gravadora Sony a contratou, mas para apimentar mais a sua grande estreia no mercado, Yuna foi mantida longe do público, escondida. Tudo sobre ela ficou em segredo. Yuna nunca participou de nenhum evento promocional do filme, como televisão, rádio, revistas, premiéres, etc. Finalmente, após tanta inquietação do público, Reira, em carne e osso, apresentou-se. Mika Nakashima e Yuna Ito participaram duma performance especial, onde as duas vestiram-se de acordo com seus personagens e cantaram os dois temas do filme. A fim de evitar uma possível rivalidade entre as duas artistas, aos olhos do público, "Endless Story" (primeiro single da carreira de Yuna) foi lançado com capa, data e "clima" completamente diferentes dos de Glamorous Sky. Dessa forma, ambos não competiriam entre si no Oricon, na primeira semana de estreia. Essa apresentação foi no dia 31 de agosto, no Hall Harajuku Quest. O single conquistou os primeiros lugares na lista do Oricon e vendeu mais de 400 mil cópias. Yuna ganhou o prêmio de "Melhor artista revelação" e "Endless Story" foi votado pelos leitores da Oricon Style como Love song #1 de 2005.
Em março de 2006 Yuna lançou seu segundo single. Intitulado Faith, que vendeu apenas 50.000 cópias. Um pouco decepcionante, pois a venda do single anterior superou a venda do single de Mika Nakashima, "Glamorous Sky". A música "Faith" foi usada como encerramento do drama "Unfair" e a música "Pureyes" foi usada no comercial da Bioclen Zero.
Já em maio de 2006 foi lançado o single "Precious". A música Precious foi usada como tema do filme Limit of love ~Umizaru~. O single vem com dois B-sides, "I'm Free" and "Secrets". Ambos são composições de Yuna-chan.
Depois a Sony anunciou o lançamento de 2 singles consecutivos estilo cool: "Stuck on You" e "Losin'". O single "Stuck on You" acompanha com a música cover "these boots are made for walkin'", que foi usada no comercial da "Daihatsu Coo". E a música "Losin'", do quinto single, será usada como música de encerramento do seriado "Lost", que passará no canal AXN (televisão a cabo). Infelizmente ambos os singles falharam em vender muito.
No dia 4 de agosto a Toho anunciou a participação de Yuna Ito no filme Nana 2. E o segundo single de "Reira Serizawa estrelando Yuna Ito", "Truth", foi lançado no dia 13 de Dezembro, não repetindo o mesmo impacto que seu primeiro single da série causou.
No dia 24 de janeiro de 2007 foi lançado seu primeiro álbum, intitulado Heart com versões em CD e CD+DVD. Para surpresa de muitos, o álbum ficou em primeiro lugar no Global Chart, com 224.000 cópias vendidas na semana de lançamento.
O 7º single de sua carreira foi lançado no dia 14 de março de 2007, intitulado "I'm Here". O single faz parte do OST do filme "Unfair". Yuna realizou sua 1ª turnê no mês de abril, passando por Osaka, Fukuoka, Sapporo, Nagoya e Tokyo. Em junho foi lançado um single em colaboração com o cantor japonês Micro, ex-membro do grupo Def Tech, chamado "Mahaloha". Em outubro ela lançou "Urban Mermaid", que não foi tão bem sucedido quanto suas músicas anteriores, tendo alcançado apenas o #12 da Oricon.
Em 16 de janeiro de 2008 foi lançado um dueto com a cantora Céline Dion, uma regravação da música "A World To Believe In" em japonês, tendo partido a iniciativa da cantora canadense, alcançando o 8º lugar na parada semanal da Oricon. O 2º álbum de Yuna foi lançado, em 20 de fevereiro de 2008, em formato CD e CD com DVD, alcançando o 3º lugar no ranking da Oricon.
Em setembro foi lançado seu single "Miss You", que alcançou o #20. Ainda no mesmo ano, Yuna foi escolhida para ser garota-propaganda da campanha publicitária de inverno da marca Gap no Japão, e junto ela também gravou uma canção que mistura elementos de house com ritmos latinos chamada "Koi wa Groovy x2", que infelizmente foi seu primeiro single a não alcançar o top 20 do ranking da Oricon. Uma versão de "Koi wa Groovy x2" em inglês também foi lançada digitalmente, em que Yuna usou o nome artístico de "Christine Ito".
Já em 2009, Yuna fez uma parceria com a dupla japonesa Spontania, participando da canção "Ima Demo Zutto", que alcançou o #22 no ranking japonês. Em março, a música "Trust You" foi escolhida para ser tema do anime Mobile Suit Gundam 00, e alcançou o #5 no ranking da Oricon.
Em 31 de março foi lançado para ringtones a música "Ima Demo Aitai Yo...", também com a dupla Spontania, que está no 3º álbum de Yuna, chamado "Dream", lançado em 2009.

## Discografia

### Singles
| Informação | Cópias vendidas                      |
| --- | ------------------------------------ |
| ENDLESS STORY - Lançado: 7 de setembro de 2005 - Álbum de estúdio: Heart - Oricon Top 200 Weekly Peak: #2 - REIRA starring YUNA ITO (Featured in NANA) | 467.000 cópias vendidas              |
| Faith / Pureyes - Lançado: 1 de março de 2006 - Álbum de estúdio: Heabundart - Oricon Top 200 Weekly Peak: #6                                          | 56.000 cópias vendidas               |
| Precious - Lançado: 3 de março de 2006 - Álbum de estúdio: Heart - Oricon Top 200 Weekly Peak: #3                                                      | 208.000 cópias vendidas              |
| stuck on you - Lançado: 9 de agosto de 2006 - Álbum de estúdio: Heart - Oricon Top 200 Weekly Peak: #20                                                | 13.000 saída de 70.000 cópias        |
| losin' - Lançado: 6 de setembro de 2006 - Álbum de estúdio: Heart - Oricon Top 200 Weekly Peak: #13                                                    | 10.072 cópias saída de 70.000 cópias |
| Truth - Lançado: 13 de dezembro de 2006 - Álbum de estúdio: Heart - Oricon Top 200 Weekly Peak: #10 - REIRA starring YUNA ITO (Featured in NANA 2)     | 26.653 cópias vendidas               |
| I'm Here - Lançado: 14 de março de 2007 - Álbum de estúdio: Wish - Oricon Top 200 Weekly Peak: #15                                                     | 40.000 cópias vendidas               |
| Mahaloha - Lançado: 27 de junho de 2007 - Álbum de estúdio: Wish - Oricon Top 200 Weekly Peak: #5                                                      | 50.000 cópias vendidas               |
| Urban Mermaid - Lançado: 24 de outubro de 2007 - Álbum de estúdio: Wish - Oricon Top 200 Weekly Peak: #10                                              | 25.000 cópias vendidas               |
| Anata Ga Iru Kagiri - A World To Belive In- com Celine Dion - Lançado: 16 de janeiro de 2008 - Álbum de estúdio: Wish - Oricon Top 200 Weekly Peak: #8 | 25.000 cópias vendidas               |
| Miss You - Lançado: 3 de setembro de 2008 - Álbum de estúdio: Dream - Oricon Top 200 Weekly Peak: #20                                                  | 10.000 cópias vendidas               |
| Koi wa groovy x2 - Lançado: 26 de novembro de 2008 - Álbum de estúdio: Dream - Oricon Top 200 Weekly Peak: #44                                         | 5.000 cópias vendidas                |
| Trust You - Lançado: 4 de março de 2009 - Álbum de estúdio: Dream - Oricon Top 200 Weekly Peak: #5                                                     | 45.000 cópias vendidas               |

### Álbuns
| Informação                                                               | Cópias vendidas         |
| ------------------------------------------------------------------------ | ----------------------- |
| HEART - Lançado: 24 de janeiro de 2007 - Oricon Top 200 Weekly Peak: #1  | 530.000 cópias vendidas |
| Wish - Lançado: 20 de fevereiro de 2008 - Oricon Top 200 Weekly Peak: #3 | 105.000 cópias vendidas |
| Dream - Lançado: 27 de maio de 2009 - Oricon Top 200 Weekly Peak: #7     | 36.000 cópias vendidas  |